# Los Peiros
Los Peiros es una pedanía del municipio de San Agustín perteneciente a la comarca de Gúdar-Javalambre, provincia de Teruel, comunidad autónoma de Aragón, en España.

## Historia
La historia de esta localidad se remonta a la Edad Media, cuando se construyó una fortificación en el lugar para proteger a la población local de los ataques de los musulmanes. 
Durante la Guerra de la Independencia española en el siglo XIX, Los Peiros fue un lugar importante en la lucha contra las tropas napoleónicas, y muchos de sus habitantes participaron en las batallas.
En el siglo XX, la localidad se convirtió en una zona rural dedicada principalmente a la agricultura y la ganadería, con una población de alrededor de 100 habitantes. Actualmente se ha convertido en un lugar de turismo rural.

## Miradores
Esta pedanía tiene numerosos miradores, gracias a su localización se puede otear grandes superficies de terreno llegando a verse otras localidades de la propia comarca e incluso de las colindantes.
Es un lugar ideal para observar el cielo nocturno. Gracias a su ubicación en una zona rural y montañosa, lejos de la contaminación lumínica de las ciudades, es posible observar el cielo de una manera clara y nítida.

## Clima
El clima en Los Peiros, al igual que en toda la provincia de Teruel, es de tipo mediterráneo continentalizado, con inviernos fríos y veranos calurosos.
Durante los meses de invierno, las temperaturas en Los Peiros pueden llegar a descender por debajo de los cero grados Celsius, especialmente por las noches. Además, durante esta época del año, puede haber nieve en la zona debido a su ubicación en una zona montañosa.
En verano, los meses de julio y agosto son los más calurosos, con temperaturas que pueden superar los 30 grados Celsius. Sin embargo, a pesar del calor, en Los Peiros suele haber una brisa agradable que ayuda a refrescar el ambiente.
En primavera y otoño, las temperaturas son más suaves y agradables, con una temperatura media que oscila entre los 10 y 20 grados Celsius.
En cuanto a las precipitaciones, Los Peiros tiene un clima seco, con una media anual de alrededor de 400 mm de lluvia. Los meses más lluviosos son generalmente abril y mayo, y los más secos suelen ser julio y agosto.

## Senderismo y montañismo
Los Peiros se caracteriza por tener gran cantidad de senderos y rutas para realizar andando o en bicicleta. Esta pedanía contiene múltiples zonas por las que practicar la actividad del montañismo. En ellas se puede contemplar la biodiversidad de esta comarca. 

## Entorno natural
En cuanto a la fauna y flora del lugar, se encuentra en una zona de montañas y bosques, por lo que es posible encontrar una gran variedad de especies de flora y fauna.
En la zona predominan los bosques de pino carrasco, encina, quejigo y roble, así como arbustos de enebro y aliaga. También es posible encontrar algunas especies de plantas medicinales, como la manzanilla, la menta y el tomillo. En la zona, la flora es variada, destacando los bosques de encinas y robles. Así mismo destaca una nutrida población de sabinas, además de otras especies como álamos, chopos y avellanos en las zonas de ribera. Son destacables los bosques de pinos en los límites del municipio con la sierra de Pina de Montalgrao. Son frecuentes y populares por sus usos medicinales, especies como la manzanilla, tomillo, la ajedrea, el romero o el espliego.
En cuanto a la fauna, es común encontrar aves como el águila real, el búho real, la lechuza y el cernícalo. También se pueden encontrar mamíferos como el zorro, el tejón, el jabalí y el conejo. En algunos casos, también se pueden avistar reptiles como la lagartija ibérica y la culebra de escalera. La gran extensión del municipio y la variedad de sus ecosistemas propinan una fauna muy diversificada que abarca desde mamíferos (erizo, tejón o comadreja, liebre, conejo, ardilla y lirón) a aves rapaces (águila real, perdiz, codorniz).